# Arabiske Halvø
Den Arabiske Halvø eller Arabien er en halvø i Sydvestasien beliggende hvor Asien støder op til Afrika. Den Arabiske Halvø ligger mellem det Røde Hav mod vest, Adenbugten og det Arabiske Hav mod syd, og Omanbugten og den Persiske Bugt mod øst.
Hovedparten af den Arabiske Halvø udgøres af Saudi-Arabien. Mod sydvest ligger Yemen, mod sydøst ligger Oman, mod øst ligger de Forenede Arabiske Emirater, Qatar og Bahrain. Mod nordøst ligger Kuwait. Halvøen er landfast mod nord med Jordan og Irak.
- Wikimedia Commons har flere filer relateret til Arabiske Halvø

23°N 46°Ø / 23°N 46°Ø